# Saulė (nome)
Saulė  è un nome proprio di persona lituano femminile.

## Varianti
- Femminili: Saule[2], Sauliā[2], Saulenė[1]
- Maschili: Saulius[3]

### Varianti in altre lingue
- Lettone: Saule[2]

## Origine e diffusione

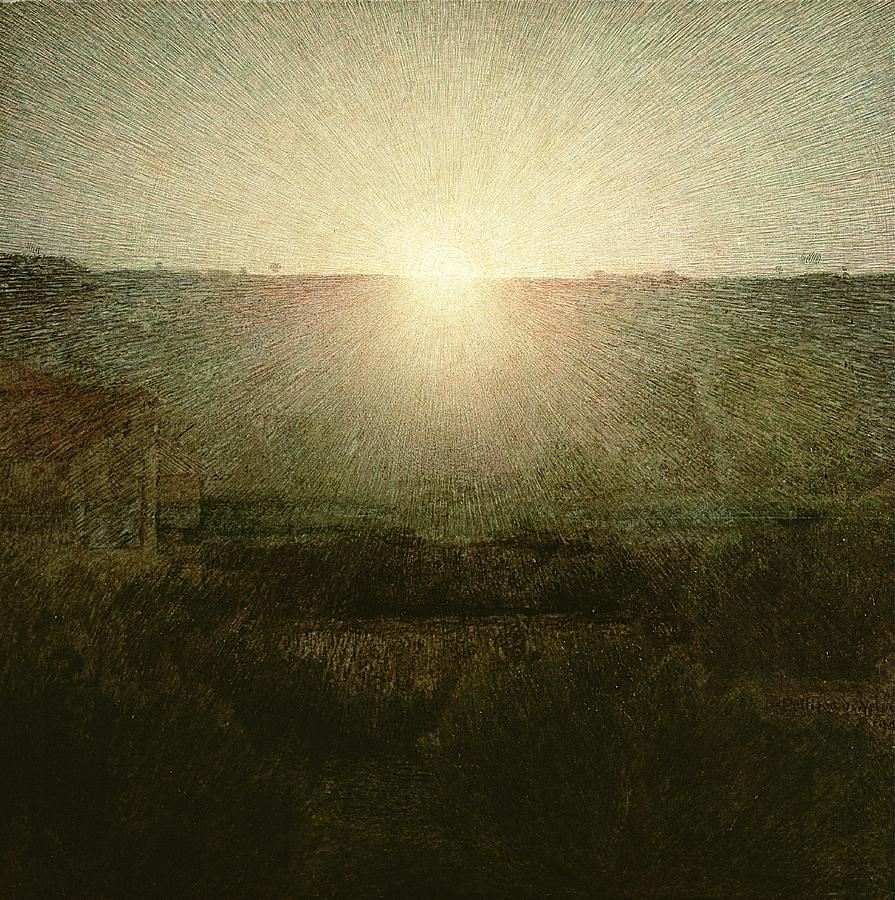
Il Sole, di Giuseppe Pellizza

Nome di tradizione mitologica, in quanto portato da Saulė, la dea lituana del Sole, della fertilità e delle creature viventi. Il significato del nome in lingua lituana è proprio "sole", lo stesso di Sole, Elio e Sorin. La sua forma maschile, Saulius, corrisponde anche alla forma lituana del nome Saul.

## Onomastico
Il nome non è portato da alcuna santa, quindi è adespota, quindi l'onomastico ricade il 1º novembre, giorno di Ognissanti.

## Persone
- Saulė Kilaitė, violinista lituana

### Variante maschile Saulius
- Saulius Kleiza, atleta lituano

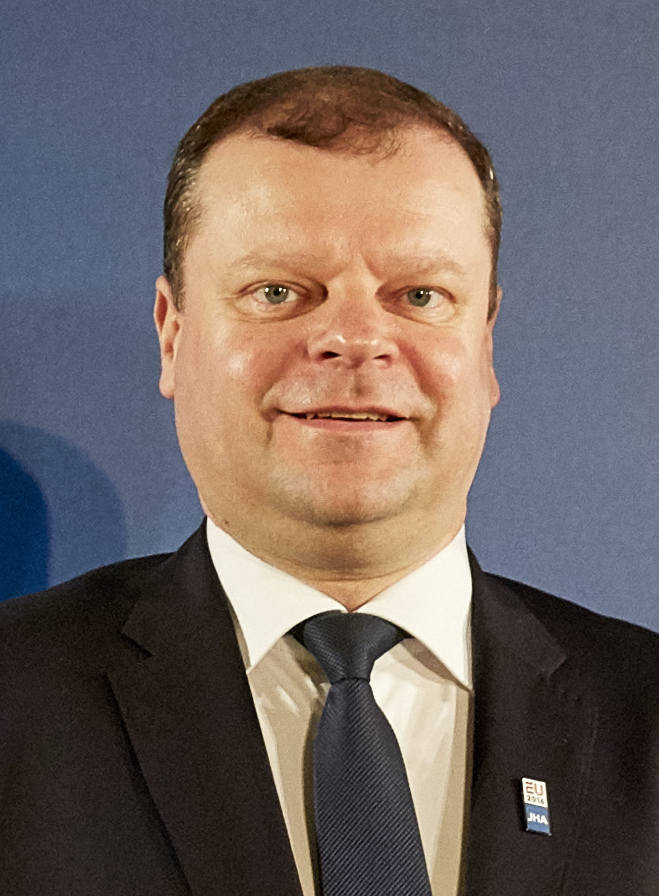
Saulius Skvernelis

- Saulius Kuzminskas, cestista e allenatore di pallacanestro lituano
- Saulius Mikoliūnas, calciatore lituano
- Saulius Ritter, canottiere lituano
- Saulius Ruškys, ciclista su strada lituano
- Saulius Šaltenis, scrittore, drammaturgo e politico lituano
- Saulius Skvernelis, politico lituano
- Saulius Štombergas, cestista e allenatore di pallacanestro lituano